# Deltochilum septemstriatum
Deltochilum septemstriatum là một loài bọ cánh cứng trong họ Bọ hung (Scarabaeidae).